# Idaville (Pennsylvanie)
Idaville est une census-designated place du comté d'Adams, en Pennsylvanie, aux États-Unis.

## Géographie
Idaville se trouve au nord-est des États-Unis, dans le sud de l'État de Pennsylvanie, au sein du comté d'Adams, dont le siège de comté est Gettysburg. Ses coordonnées géographiques sont 40° 00′ 53″ N, 77° 12′ 10″ O.

## Démographie
Au recensement de 2010, sa population est de 177 habitants.